# Troncal de la Costa
La Troncal de la Costa (E25) es una vía primaria, o corredor arterial, de la Red Vial Estatal de Ecuador que atraviesa las provincias de Pichincha, Santo Domingo de los Tsáchilas, Los Ríos, Guayas, El Oro, Azuay y Loja.

## Descripción
El trazado de la Troncal de la Costa (E25) se caracteriza por ser plano en elevación.

## Recorrido

### Provincias deSanto Domingo de los TsáchilasyLos Ríos
La Troncal de la Costa (E25) se inicia en la Vía Colectora Quito-La Independencia (E28) en la localidad de San Miguel de los Bancos en la Provincia de Pichincha. Desde esta localidad, que se ubica en los flancos occidentales de la Cordillera Occidental de los Andes, la troncal se dirige al sur hasta la ciudad de Santo Domingo en la Provincia de Santo Domingo de los Tsáchilas A partir de Santo Domingo, el terreno que la troncal recorre se caracteriza por ser plano hasta la frontera con Perú.
Partiendo de Santo Domingo, la troncal continua su recorrido en sentido sur pasando por las ciudades de Quevedo, Ventanas y Babahoyo en la Provincia de Los Ríos. En Quevedo, la Troncal de la Costa (E25) es intersecada por la Transversal Central (E30). Del mismo modo, en la ciudad de Ventanas la Troncal de la Costa conecta con la Vía E949 (Ventanas-Guaranda), y en la ciudad de Babahoyo la Troncal de la Costa (E25) conecta con las vías colectoras Daule-Babahoyo (E485) y Babahoyo-Ambato (E491).

### Provincia deGuayas
Continuando hacia el sur, la La Troncal de la Costa (E25) pasa por las localidades de Milagro y Naranjal en la Provincia de Guayas. Entre Milagro y Naranjal, aproximadamente a la latitud de la ciudad de Guayaquil, la Troncal de la Costa (E25) conecta con la Transversal Austral (E40) que conecta con la ciudad de Guayaquil. Además de la Transversal Austral (E40), la Troncal de la Costa (E25) también conecta con varias vías colectoras que culminan o atraviesan el área metropolitana de la ciudad de Guayaquil. Ejemplos de estas vías son la Vía Colectora Durán-T de Milagro (E49) y la Vía Colectora Durán-Km 27 (E49A). 

### Provincias deEl OroyLoja
Al sur de la Provincia de Guayas, la Troncal de la Costa (E25) se extiende a través del territorio de la Provincia de El Oro. A la latitud de Machala, la troncal interseca con la vía colectora Puerto Bolívar-Y del Cambio (E583) que la conecta con Machala y Puerto Bolívar en la costa del Golfo de Guayaquil. Aproximadamente a medio camino entre las localidades de Santa Rosa y Arenillas, la Troncal de la Costa (E25) interseca a la Transversal Sur (E50). El siguiente tramo, desde la intersección con la Transversal Sur (E50) hasta Arenillas lleva la denominación E25/E50.
En Arenillas, la Troncal de la Costa (E25) se separa de la Transversal Sur (E50) y continua en dirección suroriental (bordeando la frontera con Perú) hasta la frontera interprovincial El Oro-Loja. En Loja, la troncal pasa por la localidad de Alamor donde toma un giro hacia el suroccidente para finalmente terminar en el Puente Internacional Zapotillo en la frontera con Perú.

## Concesiones
El tramo de la Troncal de la Costa (E25) en la Provincia de Guayas entre la localidad de Baquerizo Moreno (Juján) y la intersección con la Vía Colectora Milagro-Bucay (E488) está concesionado a la empresa privada CONORTE S.A. Archivado el 7 de febrero de 2011 en Wayback Machine. por lo que es necesario el pago de peajes a lo largo de su recorrido.
De la misma manera, el tramo de la Troncal de la Costa (E25) en la Provincia de Guayas entre la intersección con la Transversal Austral (E40) y la localidad de Naranjal está concesionado a la empresa privada CONSEGUA S.A. por lo que es necesario el pago de peajes a lo largo de su recorrido.

## Localidades destacables
De norte a sur:
- San Miguel de los Bancos, Pichincha
- [[Archivo:|20x20px|border|Bandera de Santo Domingo (Ecuador)]] Santo Domingo, Santo Domingo de los Tsáchilas
- Buena Fe, Los Ríos
- Quevedo, Los Ríos
- Ventanas, Los Ríos
- Puebloviejo, Los Ríos
- [[Archivo:|20x20px|border|Bandera de Babahoyo]] Babahoyo, Los Ríos
- Jujan, Guayas
- Milagro, Guayas
- Naranjal, Guayas
- Camilo Ponce Enríquez, Azuay
- El Guabo, El Oro
- Machala, El Oro
- Santa Rosa, El Oro
- Arenillas, El Oro
- La Victoria, El Oro
- Alamor, Provincia de Loja
- Pindal, Provincia de Loja
- Zapotillo, Provincia de Loja
- Puente Internacional Zapotillo, Provincia de Loja